# Torneo Clausura 2019 (Bolivia)
El Torneo Clausura 2019 fue el segundo torneo de la temporada 2019 de la División de Fútbol Profesional. El campeón del torneo clasificó a la Copa Libertadores 2020 como Bolivia 2.

## Sistema de competición
El Torneo Clausura se definirá bajo la modalidad de todos contra todos, en 26 fechas. El equipo que obtenga más puntos en el torneo será el campeón.

## Clubes participantes

### Distribución geográfica de los clubes
| Departamento | Cantidad | Club              |
| ------------ | -------- | ----------------- |
| Santa Cruz   | 6        | Blooming          |
| Santa Cruz   | 6        | Destroyer's       |
| Santa Cruz   | 6        | Guabirá           |
| Santa Cruz   | 6        | Oriente Petrolero |
| Santa Cruz   | 6        | Royal Pari        |
| Santa Cruz   | 6        | Sport Boys        |
| La Paz       | 3        | Bolívar           |
| La Paz       | 3        | The Strongest     |
| La Paz       | 3        | Always Ready      |
| Cochabamba   | 2        | Aurora            |
| Cochabamba   | 2        | Wilstermann       |
| Potosí       | 2        | Nacional Potosí   |
| Potosí       | 2        | Real Potosí       |
| Oruro        | 1        | San José          |

### Información de los clubes
| Club                                | Entrenador             | Ciudad                   | Estadio                       | Capacidad     | Marca                | Patrocinador                                                     |
| ----------------------------------- | ---------------------- | ------------------------ | ----------------------------- | ------------- | -------------------- | ---------------------------------------------------------------- |
| Always Ready                        | Sebastian Nuñez        | El Alto                  | Municipal de El Alto          | 25 000        | CAR Store            | Bandera de Bolivia                                               |
| Aurora                              | Julio César Baldivieso | Cochabamba               | Félix Capriles                | 32 000        | Boutique Celeste     | Bandera de Paraguay                                              |
| Blooming                            | Erwin Sánchez          | Santa Cruz de la Sierra  | Ramón Aguilera Costas         | 38 500        | Blooming Oficial     | Las Lomas                                                        |
| Bolívar                             | César Vigevani         | Nuestra Señora de La Paz | Hernando Siles Simón Bolívar  | 42 000 5 000  | Bandera de España    | Bandera de Corea del Sur                                         |
| Guabirá                             | Víctor Hugo Andrada    | Montero                  | Gilberto Parada               | 18 000        | Olive Sport          | Azúcar Guabirá Celina                                            |
| Destroyer's                         | Carlos Fabián Leeb     | Santa Cruz de la Sierra  | Ramón Aguilera Costas         | 38 500        | Thertexx Sublimação  | Banco Ganadero                                                   |
| Jorge Wilstermann                   | Cristian Díaz          | Cochabamba               | Félix Capriles                | 32 000        | 4KM                  | Taquiña                                                          |
| Nacional Potosí                     | Alberto Illanes        | Potosí                   | Víctor Agustín Ugarte         | 30 000        | Unosport             | BCP Cerveza Potosina                                             |
| Oriente Petrolero                   | Pablo Sánchez          | Santa Cruz de la Sierra  | Ramón Aguilera Costas         | 38 500        | Olive Sport          | Sofia ltda.                                                      |
| San José                            | Miguel Ponce           | Oruro                    | Jesús Bermúdez                | 30 000        | Willys Athletic      | QUIRQUINCHO                                                      |
| Real Potosí                         | Marcos Ferrufino       | Potosí                   | Víctor Agustín Ugarte         | 30 000        | Unosport             | Cerveza Potosina                                                 |
| Royal Pari                          | Francisco Maturana     | Santa Cruz de la Sierra  | Ramón Aguilera Costas         | 38 500        | Bandera de Alemania  | Grupo Sion                                                       |
| Sport Boys                          | Victor Hugo Antelo     | Warnes                   | Samuel Vaca Jiménez           | 10 000        | Hidra Ropa Deportiva | Ciudad Nueva Santa Cruz Parque Industrial Latinoamericano Cafini |
| The Strongest                       | Mauricio Soria         | Nuestra Señora de La Paz | Hernando Siles Rafael Mendoza | 42 000 10 000 | Bandera de Perú      | Aceros Arequipa                                                  |
| Actualizado el 10 de agosto de 2019 |                        |                          |                               |               |                      |                                                                  |
|                                     |                        |                          |                               |               |                      |                                                                  |

## Clasificación
|                                               | Pos. | Equipos           | Mov. | PJ | PG | PE | PP | GF | GC | Dif. | Pts. | Clasificado 2020                       |
| --------------------------------------------- | ---- | ----------------- | ---- | -- | -- | -- | -- | -- | -- | ---- | ---- | -------------------------------------- |
|                                               | 1.   | Jorge Wilstermann |      | 26 | 18 | 6  | 2  | 57 | 21 | +36  | 60   | Copa Conmebol Libertadores (Bolivia 2) |
|                                               | 2.   | The Strongest     |      | 26 | 17 | 6  | 3  | 72 | 27 | +45  | 57   |                                        |
|                                               | 3.   | Bolívar           |      | 26 | 17 | 5  | 4  | 74 | 34 | +40  | 56   |                                        |
|                                               | 4.   | San José          |      | 26 | 15 | 5  | 6  | 62 | 30 | +32  | 44   |                                        |
|                                               | 5.   | Always Ready      |      | 26 | 13 | 5  | 8  | 54 | 40 | +14  | 44   |                                        |
|                                               | 6.   | Oriente Petrolero |      | 26 | 11 | 4  | 11 | 39 | 43 | -4   | 37   |                                        |
|                                               | 7.   | Nacional Potosí   |      | 26 | 9  | 7  | 10 | 46 | 45 | +1   | 34   |                                        |
|                                               | 8.   | Blooming          |      | 26 | 10 | 3  | 13 | 34 | 55 | -21  | 33   |                                        |
|                                               | 9.   | Royal Pari        |      | 26 | 7  | 7  | 12 | 28 | 40 | -12  | 28   |                                        |
|                                               | 10.  | Aurora            |      | 26 | 5  | 9  | 12 | 24 | 47 | -23  | 24   |                                        |
|                                               | 11.  | Real Potosí       |      | 25 | 7  | 3  | 16 | 38 | 57 | -19  | 24   |                                        |
|                                               | 12.  | Guabirá           |      | 26 | 4  | 8  | 14 | 22 | 53 | -31  | 20   |                                        |
|                                               | 13.  | Destroyer's       |      | 26 | 4  | 5  | 17 | 22 | 66 | -44  | 17   |                                        |
|                                               | 14.  | Sport Boys Warnes |      | 25 | 5  | 7  | 13 | 30 | 42 | -12  | 16   |                                        |
| Última actualización: 28 de diciembre de 2019 |      |                   |      |    |    |    |    |    |    |      |      |                                        |

Notas:
1. 1 2  Se le restaron 6 puntos.

### Campeón
| |
| Jorge Wilstermann 2.º título de División Profesional 15.° título de Primera División Clasificado a Copa Conmebol Libertadores 2020 (Bolivia 2) |

## Resultados
- La hora de cada encuentro corresponde al huso horario que rige a Bolivia (UTC-4).

Debido a los conflictos en el país tras las Elecciones generales del 20 de octubre, el torneo se retrasó por más de un mes.

### Primera vuelta
| Guabirá     | 1 - 4 | Jorge Wilstermann | Gilberto Parada         | 14 de julio  | 15:00 | Gado Flores     |
| Destroyers  | 0 - 2 | Nacional Potosí   | Ramón Tahuichi Aguilera | 14 de julio  | 15:00 | Dilio Rodríguez |
| Bolívar     | 3 - 2 | Oriente Petrolero | Hernando Siles          | 14 de julio  | 15:30 | José Jordán     |
| San José    | 3 - 0 | Aurora            | Jesús Bermúdez          | 14 de julio  | 17:15 | Ivo Méndez      |
| Blooming    | 1 - 0 | The Strongest     | Ramón Tahuichi Aguilera | 14 de julio  | 19:30 | Raúl Orosco     |
| Sport Boys  | 1 - 2 | Always Ready      | Samuel Vaca             | 15 de julio  | 20:00 | Javier Revollo  |
| Real Potosí | 2 - 0 | Royal Pari        | Víctor Agustín Ugarte   | 21 de agosto | 20:00 | Dilio Rodríguez |

| The Strongest     | 1 - 1 | San José     | Hernando Siles          | 21 de julio     | 15:00 | Rafael Subirana   |
| Jorge Wilstermann | 3 - 2 | Bolívar      | Félix Capriles          | 21 de julio     | 17:15 | Ivo Méndez        |
| Sport Boys        | 1 - 1 | Destroyers   | Samuel Vaca             | 31 de julio     | 15:00 | Juan Nelio García |
| Nacional Potosí   | 5 - 0 | Blooming     | Víctor Agustín Ugarte   | 14 de agosto    | 15:00 | Hostin Prado      |
| Royal Pari        | 1 - 1 | Always Ready | Gilberto Parada         | 14 de agosto    | 18:15 | José Jordán       |
| Oriente Petrolero | 2 - 1 | Real Potosí  | Ramón Tahuichi Aguilera | 15 de agosto    | 20:00 | Gery Vargas       |
| Aurora            | 1 - 1 | Guabirá      | Félix Capriles          | 8 de septiembre | 15:00 | Gery Vargas       |

| San José     | 2 - 1 | Nacional Potosí   | Jesús Bermúdez          | 24 de julio  | 19:30 | Juan Castro        |
| Always Ready | 3 - 0 | Oriente Petrolero | Villa Ingenio           | 25 de julio  | 15:15 | Fernando Toledo    |
| Destroyers   | 0 - 2 | Royal Pari        | Ramón Tahuichi Aguilera | 25 de julio  | 18:30 | Carlos Arteaga     |
| Real Potosí  | 0 - 1 | Jorge Wilstermann | Víctor Agustín Ugarte   | 25 de julio  | 20:30 | Luis Yrusta        |
| Blooming     | 4 - 1 | Sport Boys        | Ramón Tahuichi Aguilera | 25 de julio  | 20:30 | Juan Nelio García  |
| Aurora       | 2 - 2 | The Strongest     | Félix Capriles          | 31 de julio  | 20:30 | Alejandro Mancilla |
| Guabirá      | 0 - 5 | Bolívar           | Gilberto Parada         | 14 de agosto | 15:00 | Alejandro Mancilla |

| The Strongest     | 4 - 0 | Guabirá      | Hernando Siles          | 27 de julio | 15:00 | Dilio Rodríguez   |
| Nacional Potosí   | 3 - 2 | Aurora       | Víctor Agustín Ugarte   | 28 de julio | 15:00 | Nelson Barros     |
| Sport Boys        | 1 - 1 | San José     | Samuel Vaca             | 28 de julio | 15:00 | Guildo Quenta     |
| Bolívar           | 5 - 2 | Real Potosí  | Hernando Siles          | 28 de julio | 15:30 | Juan Nelio García |
| Jorge Wilstermann | 3 - 0 | Always Ready | Félix Capriles          | 28 de julio | 17:15 | José Jordán       |
| Oriente Petrolero | 3 - 1 | Destroyers   | Ramón Tahuichi Aguilera | 28 de julio | 19:30 | Rafael Subirana   |
| Royal Pari        | 3 - 1 | Blooming     | Ramón Tahuichi Aguilera | 29 de julio | 20:00 | Luis Yrusta       |

| Always Ready  | 0 - 1 | Bolívar           | Villa Ingenio           | 3 de agosto | 15:00 | Raúl Orosco      |
| Destroyers    | 1 - 0 | Jorge Wilstermann | Ramón Tahuichi Aguilera | 3 de agosto | 17:15 | Dilio Rodríguez  |
| Guabirá       | 0 - 1 | Real Potosí       | Gilberto Parada         | 3 de agosto | 19:30 | Hostin Prado     |
| Aurora        | 0 - 0 | Sport Boys        | Bicentenario de Aiquile | 4 de agosto | 15:00 | José Jordán      |
| The Strongest | 3 - 2 | Nacional Potosí   | Hernando Siles          | 4 de agosto | 15:00 | Jorge Justiniano |
| San José      | 3 - 1 | Royal Pari        | Jesús Bermúdez          | 4 de agosto | 17:15 | Gado Flores      |
| Blooming      | 2 - 1 | Oriente Petrolero | Ramón Tahuichi Aguilera | 4 de agosto | 19:30 | Ivo Méndez       |

| Real Potosí       | 1 - 2 | Always Ready  | Víctor Agustín Ugarte   | 6 de agosto | 15:00 | Rafael Subirana    |
| Bolívar           | 3 - 0 | Destroyers    | Hernando Siles          | 6 de agosto | 15:30 | Javier Revollo     |
| Nacional Potosí   | 2 - 1 | Guabirá       | Víctor Agustín Ugarte   | 7 de agosto | 18:30 | Gado Flores        |
| Sport Boys        | 1 - 0 | The Strongest | Samuel Vaca             | 7 de agosto | 20:30 | Hostin Prado       |
| Jorge Wilstermann | 2 - 0 | Blooming      | Félix Capriles          | 7 de agosto | 20:30 | José Jordán        |
| Royal Pari        | 2 - 2 | Aurora        | Ramón Tahuichi Aguilera | 8 de agosto | 15:00 | Orlando Quintana   |
| Oriente Petrolero | 1 - 0 | San José      | Ramón Tahuichi Aguilera | 8 de agosto | 20:30 | Alejandro Mancilla |

| Guabirá         | 2 - 0 | Always Ready      | Gilberto Parada         | 10 de agosto | 15:00 | Dilio Rodríguez |
| Nacional Potosí | 1 - 1 | Sport Boys        | Víctor Agustín Ugarte   | 10 de agosto | 17:15 | Carlos García   |
| Destroyers      | 1 - 1 | Real Potosí       | Ramón Tahuichi Aguilera | 10 de agosto | 19:30 | Guildo Quenta   |
| Aurora          | 2 - 1 | Oriente Petrolero | Félix Capriles          | 11 de agosto | 15:00 | Javier Revollo  |
| The Strongest   | 4 - 0 | Royal Pari        | Hernando Siles          | 11 de agosto | 15:00 | Jordy Alemán    |
| San José        | 1 - 2 | Jorge Wilstermann | Jesús Bermúdez          | 11 de agosto | 17:15 | Ivo Méndez      |
| Blooming        | 2 - 3 | Bolívar           | Ramón Tahuichi Aguilera | 11 de agosto | 19:30 | Gery Vargas     |

| Always Ready      | 6 - 0 | Destroyers      | Villa Ingenio           | 17 de agosto | 15:00 | Javier Revollo    |
| Royal Pari        | 0 - 2 | Nacional Potosí | Ramón Tahuichi Aguilera | 17 de agosto | 19:30 | Guildo Quenta     |
| Sport Boys        | 2 - 0 | Guabirá         | Samuel Vaca             | 18 de agosto | 15:00 | Rafael Subirana   |
| Real Potosí       | 5 - 1 | Blooming        | Víctor Agustín Ugarte   | 18 de agosto | 15:00 | Jordy Alemán      |
| Bolívar           | 1 - 4 | San José        | Hernando Siles          | 18 de agosto | 15:30 | Juan Nelio García |
| Jorge Wilstermann | 5 - 1 | Aurora          | Félix Capriles          | 18 de agosto | 17:15 | Hostin Prado      |
| Oriente Petrolero | 1 - 2 | The Strongest   | Ramón Tahuichi Aguilera | 18 de agosto | 19:30 | Dilio Rodríguez   |

| Sport Boys      | 1 -1  | Royal Pari        | Samuel Vaca             | 24 de agosto | 15:00 | Carlos Arteaga    |
| San José        | 3 - 2 | Real Potosí       | Jesús Bermúdez          | 24 de agosto | 17:15 | Hostin Prado      |
| Guabirá         | 1 -1  | Destroyers        | Gilberto Parada         | 24 de agosto | 19:30 | Gery Vargas       |
| Aurora          | 0 - 1 | Bolívar           | Félix Capriles          | 25 de agosto | 15:00 | Rafael Subirana   |
| The Strongest   | 2 - 0 | Jorge Wilstermann | Hernando Siles          | 25 de agosto | 15:00 | Juan Nelio García |
| Nacional Potosí | 2 - 3 | Oriente Petrolero | Víctor Agustín Ugarte   | 25 de agosto | 17:15 | Gado Flores       |
| Blooming        | 2 - 3 | Always Ready      | Ramón Tahuichi Aguilera | 25 de agosto | 19:30 | Jorge Justiniano  |

| Real Potosí       | 1 - 1 | Aurora          | Víctor Agustín Ugarte   | 29 de agosto    | 20:00 | Javier Revollo    |
| Always Ready      | 2 - 4 | San José        | Villa Ingenio           | 30 de agosto    | 15:00 | Dilio Rodríguez   |
| Royal Pari        | 2 - 0 | Guabirá         | Ramón Tahuichi Aguilera | 30 de agosto    | 19:30 | Juan Nelio García |
| Bolívar           | 1 - 1 | The Strongest   | Hernando Siles          | 31 de agosto    | 15:30 | Gery Vargas       |
| Jorge Wilstermann | 1 - 1 | Nacional Potosí | Félix Capriles          | 31 de agosto    | 17:15 | Guildo Quenta     |
| Oriente Petrolero | 3 - 2 | Sport Boys      | Ramón Tahuichi Aguilera | 31 de agosto    | 20:00 | Rafael Subirana   |
| Destroyers        | 2 - 4 | Blooming        | Ramón Tahuichi Aguilera | 1 de septiembre | 19:30 | Hostin Prado      |

| The Strongest   | 6 - 2 | Real Potosí       | Hernando Siles          | 14 de septiembre | 15:00 | Hostin Prado      |
| Aurora          | 1 - 1 | Always Ready      | Félix Capriles          | 14 de septiembre | 17:15 | Orlando Quintana  |
| Sport Boys      | 1 - 2 | Jorge Wilstermann | Integración Boliviana   | 14 de septiembre | 19:30 | Gery Vargas       |
| San José        | 7 - 0 | Destroyers        | Jesús Bermúdez          | 15 de septiembre | 15:00 | Juan Castro       |
| Nacional Potosí | 0 - 3 | Bolívar           | Víctor Agustín Ugarte   | 15 de septiembre | 15:00 | Juan Nelio García |
| Guabirá         | 1 - 1 | Blooming          | Gilberto Parada         | 15 de septiembre | 17:15 | Ivo Méndez        |
| Royal Pari      | 1 - 0 | Oriente Petrolero | Ramón Tahuichi Aguilera | 15 de septiembre | 19:30 | Raúl Orosco       |

| Always Ready      | 2 - 2 | The Strongest   | Villa Ingenio           | 21 de septiembre | 15:00 | Juan Nelio García |
| Blooming          | 1 - 0 | San José        | Ramón Tahuichi Aguilera | 21 de septiembre | 19:30 | Hostin Prado      |
| Destroyers        | 1 - 0 | Aurora          | Ramón Tahuichi Aguilera | 22 de septiembre | 15:00 | Luis Yrusta       |
| Real Potosí       | 1 - 4 | Nacional Potosí | Víctor Agustín Ugarte   | 22 de septiembre | 15:00 | Ivo Méndez        |
| Bolívar           | 2 - 0 | Sport Boys      | Hernando Siles          | 22 de septiembre | 16:00 | Nelson Barros     |
| Jorge Wilstermann | 1 - 0 | Royal Pari      | Félix Capriles          | 22 de septiembre | 17:15 | Gado Floes        |
| Oriente Petrolero | 1 - 2 | Guabirá         | Ramón Tahuichi Aguilera | 22 de septiembre | 19:30 | Gery Vargas       |

| The Strongest     | 4 - 0 | Destroyers        | Hernando Siles          | 25 de septiembre | 15:30 | Jordy Alemán   |
| Sport Boys        | 6 - 2 | Real Potosí       | Gilberto Parada         | 25 de septiembre | 17:30 | Guildo Quenta  |
| Nacional Potosí   | 3 - 2 | Always Ready      | Víctor Agustín Ugarte   | 25 de septiembre | 20:30 | José Jordán    |
| Royal Pari        | 2 - 1 | Bolívar           | Gilberto Parada         | 25 de septiembre | 20:30 | Hostin Prado   |
| Guabirá           | 2 - 1 | San José          | Gilberto Parada         | 26 de septiembre | 15:00 | Carlos García  |
| Aurora            | 0 - 1 | Blooming          | Félix Capriles          | 26 de septiembre | 18:15 | Javier Revollo |
| Oriente Petrolero | 1 - 1 | Jorge Wilstermann | Ramón Tahuichi Aguilera | 26 de septiembre | 20:30 | Gery Vargas    |

### Segunda vuelta
| Always Ready      | 2 - 1 | Sport Boys  | Villa Ingenio           | 28 de septiembre | 15:00 | Gery Vargas      |
| Nacional Potosí   | 4 - 1 | Destroyers  | Víctor Agustín Ugarte   | 28 de septiembre | 19:00 | Carlos García    |
| Royal Pari        | 1 - 0 | Real Potosí | Ramón Tahuichi Aguilera | 29 de septiembre | 15:00 | Jorge Justiniano |
| The Strongest     | 6 - 1 | Blooming    | Hernando Siles          | 29 de septiembre | 15:00 | Hostin Prado     |
| Aurora            | 1 - 6 | San José    | Félix Capriles          | 29 de septiembre | 17:15 | Dilio Rodríguez  |
| Oriente Petrolero | 2 - 2 | Bolívar     | Ramón Tahuichi Aguilera | 29 de septiembre | 19:30 | José Jordán      |
| Jorge Wilstermann | 2 - 0 | Guabirá     | Félix Capriles          | 30 de septiembre | 20:00 | Luis Yrusta      |

| Always Ready | 3 - 2 | Royal Pari        | Villa Ingenio           | 5 de octubre | 15:00 | Orlando Quintana |
| Blooming     | 4 - 0 | Nacional Potosí   | Ramón Tahuichi Aguilera | 5 de octubre | 19:30 | Dilio Rodríguez  |
| Guabirá      | 3 - 1 | Aurora            | Gilberto Parada         | 6 de octubre | 15:00 | Gery Vargas      |
| Real Potosí  | 0 - 1 | Oriente Petrolero | Víctor Agustín Ugarte   | 6 de octubre | 15:00 | Guildo Quenta    |
| Bolívar      | 1 - 1 | Jorge Wilstermann | Hernando Siles          | 6 de octubre | 15:30 | Ivo Méndez       |
| San José     | 2 - 0 | The Strongest     | Jesús Bermúdez          | 6 de octubre | 17:15 | José Jordán      |
| Destroyers   | 1 - 0 | Sport Boys        | Ramón Tahuichi Aguilera | 6 de octubre | 19:30 | Rafael Subirana  |

| Bolívar           | 7 - 2 | Guabirá      | Hernando Siles          | 18 de octubre | 15:30 | Dilio Rodríguez   |
| Jorge Wilstermann | 3 - 1 | Real Potosí  | Félix Capriles          | 18 de octubre | 18:15 | Luis Yrusta       |
| Nacional Potosí   | 1 - 1 | San José     | Víctor Agustín Ugarte   | 18 de octubre | 20:30 | Gaad Flores       |
| Oriente Petrolero | 1 - 1 | Always Ready | Ramón Tahuichi Aguilera | 18 de octubre | 20:30 | Hostin Prado      |
| The Strongest     | 2 - 2 | Aurora       | Hernando Siles          | 19 de octubre | 15:00 | Yordy Alemán      |
| Sport Boys        | 2 - 3 | Blooming     | Gilberto Parada         | 19 de octubre | 17:15 | Juan Nelio García |
| Royal Pari        | 1 - 1 | Destroyers   | Ramón Tahuichi Aguilera | 19 de octubre | 19:30 | Carlos Arteaga    |

| Guabirá      | 1 - 5 | The Strongest     | Gilberto Parada         | 24 de noviembre | 15:00 | Hostin Prado      |
| Blooming     | 1 - 1 | Royal Pari        | Ramón Tahuichi Aguilera | 24 de noviembre | 19:30 | Ivo Méndez        |
| Destroyers   | 1 - 2 | Oriente Petrolero | Ramón Tahuichi Aguilera | 25 de noviembre | 20:00 | Carlos Arteaga    |
| Aurora       | 1 - 1 | Nacional Potosí   | Félix Capriles          | 27 de noviembre | 18:15 | Luis Yrusta       |
| Real Potosí  | 2 - 5 | Bolívar           | Víctor Agustín Ugarte   | 27 de noviembre | 20:30 | Jorge Justiniano  |
| Always Ready | 1 - 1 | Jorge Wilstermann | Villa Ingenio           | 28 de noviembre | 15:00 | Juan Nelio García |
| San José     | 2 - 0 | Sport Boys        | Jesús Bermúdez          | 28 de noviembre | 20:00 | Guildo Quenta     |

| Real Potosí       | 1 - 0 | Guabirá       | Víctor Agustín Ugarte   | 30 de noviembre | 15:00 | Nelson Barros     |
| Nacional Potosí   | 0 - 4 | The Strongest | Víctor Agustín Ugarte   | 1 de diciembre  | 15:00 | Javier Revollo    |
| Sport Boys        | 4 - 0 | Aurora        | Gilberto Parada         | 1 de diciembre  | 15:00 | José Jordán       |
| Bolívar           | 3 - 0 | Always Ready  | Hernando Siles          | 1 de diciembre  | 16:00 | Ivo Méndez        |
| Jorge Wilstermann | 7 - 1 | Destroyers    | Félix Capriles          | 1 de diciembre  | 17:15 | Luis Yrusta       |
| Oriente Petrolero | 2 - 1 | Blooming      | Ramón Tahuichi Aguilera | 1 de diciembre  | 19:30 | Juan Nelio García |
| Royal Pari        | 0 - 1 | San José      | Gilberto Parada         | 2 de diciembre  | 19:30 | Hostin Prado      |

| Guabirá       | 1 - 1 | Nacional Potosí   | Gilberto Parada       | 4 de diciembre | 15:00 | Carlos García    |
| The Strongest | 7 - 0 | Sport Boys        | Hernando Siles        | 4 de diciembre | 20:30 | Dilio Rodríguez  |
| Always Ready  | 5 - 1 | Real Potosí       | Villa Ingenio         | 5 de diciembre | 15:00 | Hostin Prado     |
| Destroyers    | 2 - 3 | Bolívar           | Ramón Aguilera Costas | 5 de diciembre | 15:00 | José Jordán      |
| Aurora        | 2 - 0 | Royal Pari        | Félix Capriles        | 5 de diciembre | 18:15 | Orlando Quintana |
| San José      | 3 - 1 | Oriente Petrolero | Jesús Bermúdez        | 5 de diciembre | 20:30 | Luis Yrusta      |
| Blooming      | 0 - 3 | Jorge Wilstermann | Ramón Aguilera Costas | 5 de diciembre | 20:30 | Gery Vargas      |

| Sport Boys        | 0 - 0 | Nacional Potosí | Gilberto Parada         | 7 de diciembre | 15:00 | Gaad Flores      |
| Always Ready      | 4 - 0 | Guabirá         | Villa Ingenio           | 8 de diciembre | 15:00 | Jorge Justiniano |
| Real Potosí       | 5 - 0 | Destroyers      | Víctor Agustín Ugarte   | 8 de diciembre | 15:00 | Luis Yrusta      |
| Bolívar           | 6 - 0 | Blooming        | Hernando Siles          | 8 de diciembre | 16:00 | Hostin Prado     |
| Jorge Wilstermann | 1 - 1 | San José        | Félix Capriles          | 8 de diciembre | 17:15 | Ivo Méndez       |
| Royal Pari        | 0 - 2 | The Strongest   | Ramón Tahuichi Aguilera | 8 de diciembre | 19:30 | Javier Revollo   |
| Oriente Petrolero | 2 - 1 | Aurora          | Ramón Tahuichi Aguilera | 9 de diciembre | 20:30 | Dilio Rodríguez  |

| Destroyers      | 1 - 3 | Always Ready      | Ramón Tahuichi Aguilera | 11 de diciembre | 15:00 | Carlos García     |
| Blooming        | 2 - 0 | Real Potosí       | Ramón Tahuichi Aguilera | 11 de diciembre | 18:15 | Dilio Rodríguez   |
| San José        | 2 - 2 | Bolívar           | Jesús Bermúdez          | 11 de diciembre | 20:30 | Juan Nelio García |
| Nacional Potosí | 5 - 2 | Royal Pari        | Víctor Agustín Ugarte   | 12 de diciembre | 15:00 | Juan Castro       |
| Guabirá         | 0 - 0 | Sport Boys        | Gilberto Parada         | 12 de diciembre | 20:00 | Rafael Subirana   |
| The Strongest   | 2 - 0 | Oriente Petrolero | Hernando Siles          | 12 de diciembre | 20:30 | Jordy Alemán      |
| Aurora          | 0 - 2 | Jorge Wilstermann | Félix Capriles          | 12 de diciembre | 20:30 | Gery Vargas       |

| Always Ready      | 3 - 0 | Blooming        | Villa Ingenio           | 14 de diciembre | 15:00 | Edson Ríos        |
| Destroyers        | 0 - 0 | Guabirá         | Ramón Tahuichi Aguilera | 15 de diciembre | 15:00 | Carlos Arteaga    |
| Real Potosí       | 1 - 4 | San José        | Víctor Agustín Ugarte   | 15 de diciembre | 15:00 | Guildo Quenta     |
| Bolívar           | 5 - 0 | Aurora          | Hernando Siles          | 15 de diciembre | 16:00 | Jordy Alemán      |
| Jorge Wilstermann | 1 - 1 | The Strongest   | Félix Capriles          | 15 de diciembre | 17:15 | Juan Nelio García |
| Royal Pari        | 0 - 1 | Sport Boys      | Gilberto Parada         | 15 de diciembre | 17:15 | Jorge Justiniano  |
| Oriente Petrolero | 2 - 2 | Nacional Potosí | Ramón Tahuichi Aguilera | 15 de diciembre | 19:30 | Dilio Rodríguez   |

| Guabirá         | 1 - 1 | Royal Pari        | Gilberto Parada         | 18 de diciembre | 15:00 | Rafael Subirana   |
| San José        | 2 - 3 | Always Ready      | Jesús Bermúdez          | 18 de diciembre | 18:15 | Hostin Prado      |
| Aurora          | 0 - 0 | Real Potosí       | Félix Capriles          | 18 de diciembre | 18:15 | Luis Yrusta       |
| Blooming        | 1 - 0 | Destroyers        | Ramón Tahuichi Aguilera | 18 de diciembre | 20:30 | Juan Nelio García |
| Nacional Potosí | 1 - 3 | Jorge Wilstermann | Víctor Agustín Ugarte   | 19 de diciembre | 18:15 | Dilio Rodríguez   |
| Sport Boys      | 1 - 2 | Oriente Petrolero | Ramón Tahuichi Aguilera | 19 de diciembre | 20:00 | Carlos Arteaga    |
| The Strongest   | 3 - 2 | Bolívar           | Hernando Siles          | 19 de diciembre | 20:30 | Gery Vargas       |

| Always Ready      | 0 - 2 | Aurora          | Villa Ingenio           | 21 de diciembre | 15:00 | Álvaro Campos     |
| Destroyers        | 4 - 2 | San José        | Ramón Tahuichi Aguilera | 21 de diciembre | 17:15 | Luis Yrusta       |
| Oriente Petrolero | 1 - 3 | Royal Pari      | Ramón Tahuichi Aguilera | 22 de diciembre | 15:00 | Juan Nelio García |
| Real Potosí       | 1 - 3 | The Strongest   | Víctor Agustín Ugarte   | 22 de diciembre | 15:00 | Javier Revollo    |
| Bolívar           | 2 - 1 | Nacional Potosí | Hernando Siles          | 22 de diciembre | 16:00 | Hostin Prado      |
| Jorge Wilstermann | 3 - 2 | Sport Boys      | Félix Capriles          | 22 de diciembre | 17:15 | Nelson Barros     |
| Blooming          | 1 - 1 | Guabirá         | Ramón Tahuichi Aguilera | 22 de diciembre | 19:30 | Ivo Méndez        |

| Guabirá         | 1 - 3 | Oriente Petrolero | Gilberto Parada         | 25 de diciembre | 16:00 | Rafael Subirana  |
| Royal Pari      | 0 - 2 | Jorge Wilstermann | Ramón Tahuichi Aguilera | 25 de diciembre | 16:00 | Gery Vargas      |
| Sport Boys      | 1 - 3 | Bolívar           | Edgar Peña Gutiérrez    | 25 de diciembre | 16:00 | Jordy Alemán     |
| Nacional Potosí | 1 - 2 | Real Potosí       | Víctor Agustín Ugarte   | 25 de diciembre | 16:00 | Orlando Quintana |
| The Strongest   | 3 - 2 | Always Ready      | Hernando Siles          | 25 de diciembre | 16:00 | Ivo Méndez       |
| Aurora          | 1 - 0 | Destroyers        | Félix Capriles          | 25 de diciembre | 16:00 | Luis Yrusta      |
| San José        | 4 - 0 | Blooming          | Jesús Bermúdez          | 25 de diciembre | 16:00 | Guildo Quenta    |

| San José          | 2 - 1 | Guabirá           | Jesús Bermúdez          | 28 de diciembre | 16:00 | Julio Gutiérrez  |
| Blooming          | 0 - 1 | Aurora            | Gilberto Parada         | 28 de diciembre | 16:00 | Fernando Toledo  |
| Destroyers        | 2 - 3 | The Strongest     | Ramón Tahuichi Aguilera | 28 de diciembre | 16:00 | Gery Vargas      |
| Always Ready      | 3 - 2 | Nacional Potosí   | Villa Ingenio           | 28 de diciembre | 16:00 | Carlos Arteaga   |
| Real Potosí       | 3 - 0 | Sport Boys        | Víctor Agustín Ugarte   | 28 de diciembre | 16:00 | Dilio Rodríguez  |
| Bolívar           | 2 - 2 | Royal Pari        | Hernando Siles          | 28 de diciembre | 16:00 | Jorge Justiniano |
| Jorge Wilstermann | 3 - 1 | Oriente Petrolero | Félix Capriles          | 28 de diciembre | 16:00 | Luis Yrusta      |

## Estadísticas

### Goleadores
| Pos. | Jugador             | Goles | Part. | Prom. | Club              |
| ---- | ------------------- | ----- | ----- | ----- | ----------------- |
| 1    | Juanmi Callejón     | 19    | 24    | 0.79  | Bolívar           |
| =    | Jair Reinoso        | 19    | 25    | 0.76  | The Strongest     |
| =    | Carlos Saucedo      | 19    | 26    | 0.73  | San José          |
| 4    | Gilbert Álvarez     | 18    | 22    | 0.82  | Jorge Wilstermann |
| 5    | Carmelo Algarañaz   | 13    | 18    | 0.72  | Always Ready      |
| =    | Enzo Maidana        | 13    | 19    | 0.68  | Nacional Potosí   |
| =    | Harold Reina        | 13    | 25    | 0.52  | The Strongest     |
| 8    | Juan Carlos Arce    | 12    | 23    | 0.52  | Bolívar           |
| 9    | John Jairo Mosquera | 11    | 22    | 0.5   | Royal Pari        |
| =    | Vladimir Castellón  | 11    | 23    | 0.48  | Bolívar           |

## Entrenadores
| Equipo            | Entrenador (jornadas)                                             |
| ----------------- | ----------------------------------------------------------------- |
| Always Ready      | Julio César Baldivieso (1-11) Sebastián Núñez (12-26)             |
| Aurora            | Julio Fuentes (1-10) Charles da Silva (11-26)                     |
| Blooming          | Erwin Sánchez (1-26)                                              |
| Bolívar           | César Vigevani (1-26)                                             |
| Destroyers        | Evandro Guimarães (1-10) Carlos Fabián Leeb (11-26)               |
| Guabirá           | Eduardo Espinel (1-5) Víctor Hugo Andrada (6-26)                  |
| Jorge Wilstermann | Cristian Leonel Díaz (1-26)                                       |
| Nacional Potosí   | Alberto Illanes (1-26)                                            |
| Oriente Petrolero | Luis Marín Camacho (1-26)                                         |
| Real Potosí       | Fabio Espada (1-6) Nicolás Suárez (7-15) Marcos Ferrufino (16-26) |
| Royal Pari F. C.  | Roberto Mosquera (1-10) Francisco Maturana (11-26)                |
| San José          | Miguel Ponce (1-26)                                               |
| Sport Boys Warnes | Víctor Hugo Antelo (1-16) Mauro Blanco (17-26)                    |
| The Strongest     | Pablo Daniel Escobar (1-6) Mauricio Soria (7-26)                  |
| 1.                |                                                                   |